# Tyrol
 For alternative betydninger, se Tyrol (flertydig). (Se også artikler, som begynder med Tyrol)
Tyrol (tysk: Tirol) er et gammelt hertugdømme i Centraleuropa. Det hørte i mange hundrede år til Habsburgernes arvelande. Efter 1. verdenskrig blev det ved Saint-Germain-traktaten delt mellem Østrig (delstaten Tyrol) og Italien (Sydtyrol) på trods af, at befolkningen i den italienske del var (og stadig overvejende er) tysktalende.

## Inddeling
Tyrol er geografisk og/eller politisk delt i fire områder:

### Nordtyrol
Nordtyrol (tysk Nordtirol) udgøres af dale i tilknytning til Inn (mellem Finstermünz og Kufstein) samt bifloderne, og Lechtal (mellem Steeg og Pflach). Nordtyrol grænser til Bayern (Tyskland) i nord, Salzburg (Østrig) i øst, Sydtyrol og Graubünden (Schweiz) i syd og Vorarlberg (Østrig i vest. Grænsen mod Sydtyrol dannes af Alpernes hovedkæde. Nordtyrol udgør sammen med Østtyrol den østrigske delstat Tyrol. De største byer er Innsbruck, Kufstein, Telfs, Schwaz, Hall og Wörgl. Det højeste bjerg er Ötztaler Wildspitze (3.774 m). Officielt sprog er tysk.

### Østtyrol
Østtyrol (tysk Osttirol) udgøres af dale i tilknytning til Isel og Drau (mellem Sillian og Oberdrauburg). Østtyrol grænser til Salzburg (Østrig) i nord, Kärnten (Østrig) i øst, Veneto (Italien) i syd og Sydtyrol i vest. Østtyrol udgør distriktet Lienz i delstaten Tyrol. Den største by er Lienz. Det højeste bjerg er Großglockner (3.797 m). Officielt sprog er tysk.

### Sydtyrol
Sydtyrol (tysk og ladinsk Südtirol, italiensk Alto Adige) udgøres af dale i tilknytning til Etsch (it. Adige) samt bifloder frem til Salurn (it. Salorno). Sydtyrol grænser til Nordtyrol og Salzburg (Østrig) i nord, Østtyrol og Veneto (Italien) i øst, Trentino i syd og Lombardiet (Italien) og Graubünden (Schweiz) i vest. Grænsen mod Trentino dannes omtrent af vandskellene mellem Etsch og Noce, respektive Eisack (it. Isarco) og Avisio. Sydtyrol er en italiensk autonom provins med det officielle navn Bolzano-Sydtyrol (tysk Bozen-Südtirol, it. Bolzano-Alto Adige, lad. Balsan-Südtirol), og udgør sammen med Trentino den autonome regionen Trentino-Alto Adige. De største byene er Bolzano (tysk Bozen), Meran (it. Merano), Brixen (it. Bressanone), Laives (tysk Leifers), Bruneck (it. Brunico) og Eppan (it. Appiano). Det højeste bjerg er Ortler (3.905 m; it. Ortles). Officielle sprog er tysk, italiensk og ladinsk.

### Trentino
Trentino (ladinsk Trentin) udgøres hovedsagelig af dale i tilknytning til Adige (mellem Salurn og Borghetto), Sarca, Chiese og Avisio. Trentino grænser til Sydtyrol i nord, og Veneto og Lombardiet (Italien) i øst, syd respektive vest. Trentino er en italiensk autonom provins med det officielle navn provinsen Trento. De største byer er Trento, Rovereto, Pergine Valsugana, Arco og Riva del Garda.
Det højeste bjerg er Monte Cevedale (3.764 m; tysk Zufallspitze).
Officielt sprog er italiensk, men ladinsk tales i nordvest og zimbrisk-tysk i nogen isolerede landsbyer.

## Historie

### Bosættelsen af Tyrols område
Der fandtes enkelte bosættelser i Tyrol mindst fra neolitisk tid. Dette blev ikke mindst kendt gennem fundet af den over 5.000 år gamle isbræ-mumie fra "Ötzi". Fra omtrent samme tid er de første kopperminer dokumenterede. Før romerne erobrede området og delte det mellem provinserne Raetia og Noricum, var det befolket af retere, italikere og keltere. Romerne bosatte sig ikke i de alpine områder, men anlagde veje over Reschen- og Brennerpasset. Gennem kontakten med latin udviklede det rætoromanske sprog sig, som også er ophavet til ladinsk. Før folkevandringstiden blev dette sprog talt i store dele af Tyrol herunder Nordtyrol. Fra 500-tallet blev den oprindelige befolkning fortrængt af germanske (bayerske) indvandrere. Sydgrænsen for det germanske kultur- og sprogområde blev fra 700-tallet liggende omtrent langs nutidens grænse mellem Sydtyrol og Trentino. Grænsen var stort set nok så «skarp» (hvor den fulgte geografiske skel som bjerge). Nogen steder (øvre Val di Non) var grænsen lidt mere diffus, blandt andet på grund af ulige driftsformer, som gjorde, at germanske indbyggere boede i den samme dal som romanske, men i højere liggende strøg. Det retoromanske/ladinske sprog fortsatte imidlertid (helt frem til 1600-tallet og delvis betydelig længere) at dominere i mange alpedale, blandt andet i Vinschgau og den øverste Inndal samt Dolomitterne.

### Tidlig middelalder
For de tysk-romerske kejsere var det vigtigt at kunne kontrollere Brennerpasset, efter som kejseren måtte passere Alperne på vej til og fra kroningen i Rom. Derfor sørgede kejseren for, at bispedømmerne Trento (1004) og Brixen (1027) blev rigsumiddelbare fyrstbispedømmer, fik kontrollen over store dele af Tyrol og blev lagt til Det tysk-romerske rige (som en formel del af hertugdømmet Bayern).
Tyrol har sit navn efter slottet Tirol ved Meran, som var sæde for de første grever af Tyrol. Grevskabets oprindelige udstrækning var kun området som den dag i dag hedder Burggrafenamt, men det blev i løbet af 1200-tallet udvidet med store dele af dagens Nord- og Sydtyrol samt Montafon (dagens Vorarlberg) og Nedre Engadin (som i dag er schweizisk). Tyrol kontrollerede dermed Ofen-, Reschen- og Brennerpasset og var blevet en vigtig passtat. Greverne af Tyrol var først fogeder for biskopperne i Trento og Brixen, men udvidede deres territorium på bekostning af, og gjorde sig efterhånden uafhængige af, både disse og af hertugen af Bayern.
Efter Albert IVs død i 1253 gik Tyrol over til grevehuset af Görz. Greverne Meinhard I og II udvidede landet med områderne fra de tidligere grevskaber Eppan (ved Bozen) og Andechs (i Nordtyrol). Den sidste grevinde af Tyrol-Görz, Margrete, overgav grevskabet 1363 med folkets godkendelse til huset Habsburg.

### Fyrstegrevskabet Tyrol under Habsburgerne
For habsburgerne var Tyrol specielt vigtig efter som det kunne fungere som et bindeled mellem de gamle stamlande i vest (Vorderösterreich) og hertugdømmets nye tyngdepunkt i øst (Österreich ob og unter der Enns). Habsburg ophøjede Tyrol til et fyrstegrevskab. Det var stort set Østrigs (ærke)hertuger, som indehavde titlen fyrstegreve af Tyrol. Der fandtes imidlertid flere perioder, hvor Tyrol blev regeret af habsburgske sidelinjer:
- I 1406 blev hertug Vilhelms yngre bror Frederik 4. tyrolsk fyrstgreve. Efter hans død i 1439 overtog hans søn Sigmund, men han viste sig at være uskikket, sløsede bort faderens formue, og måtte 1490 abdicere til fordel for ærkehertug (og tysk-romersk konge og senere kejser) Maximilian 1.
- Fra 1564 til 1595 var Ferdinand 2. (broder til ærkehertug Maximilian 2.) fyrstegreve i Tyrol.
- I 1626 blev ærkehertug Ferdinand 3.s yngre broder Leopold 5. tyrolsk fyrstegreve. Efter ham regerede hans enke, Claudia de' Medici, (1632-1646) og deres sønner Ferdinand Karl (1646-1662) og Sigmund Frans (1663-1665).

Der skete flere vigtige politiske hændelser i den habsburgske tid. Frederik 4. afskaffede i 1406 livegenskabet og indrømmede bønderne og borgerne politisk indflydelse. Dette skete som tak for, at folket havde støttet sin populære fyrstegreve i konflikten med både lavadelen og kejseren. Det var også Frederik 4. som gjorde Innsbruck til landets residensby. Kejser Maximilian 1. foretrak sågar Innsbruck frem for Wien som hele rigets residensby. Formelt forblev Meran Tyrols hovedstad indtil 1848. Maximilian 1. sikrede også Tyrols forsvarsmæssige særstilling: Tyrolerne kunne ikke forpligtes til krigstjeneste uden for landets egne grænser, men måtte til gengæld selv bidrage til landets forsvar. Dette indebar, at også bønderne fik lov til at bære våben.
På det territorielle plan skete der flere udvidelser af Tyrol under habsburgerne. De såkaldte Welsche Confinen («vælske grænseområder», det vil sige Cortina d'Ampezzo, Fiera di Primiero, Valsugana og Rovereto) blev erhvervede fra Veneto mellem 1379 og 1509. Østtyrol og Pustertal kom til Tyrol fra Görz i 1500 efter, at grevehuset Görz var uddødt. Områderne rundt Kufstein og Kitzbühel blev erhvervet fra Bayern i 1504. På den anden side faldt Nedre Engadin i 1653 til Graubünden, som faktisk havde styret området allerede siden 1499. De vorderøsterrigske lande (Vorarlberg med flere) blev forvaltede fra Innsbruck, men udgjorde ikke nogen egentlig del af Tyrol.

### Den napoleonske tid
Da Det tysk-romerske rige sekulariserede alle kirkelige områder i 1803 (Reichsdeputationshauptschluss), blev bispedømmerne Brixen og Trento slået til Tyrol. Disse områder havde indtil den tid været formelt uafhængige, men havde allerede siden 1500-tallet hørt til den østrigske rigskreds af Det tysk-romerske rige. Også biskoppernes verdslige magt var for en stor del blevet udøvet af de tyrolske grever.
I løbet af de napoleonske krige blev Tyrol 1805 okkuperet af bayerne, som var Napoleons forbundsfæller. Efter kontraktbrud fra Bayerns side (blandt andet indskrænkning af folkets medbestemmelsesret) gjorde tyrolerne i 1809 oprør under Andreas Hofer. Tre gange formåede de at påføre bayerske og franske tropper nederlag i slagene ved Bergisel og befri landet fra okkupationsmagten. Tyrolerne tabte imidlertid det fjerde slag. Dette resulterede i, at Hofer blev henrettet og Tyrol delt op mellem Bayern (Nordtyrol), Italien (Sydtyrol og Trentino) og De illyriske provinser (Østtyrol).
På Wienerkongressen fik Tyrol 1815 genoprettet sine grænser fra 1803. Året efter blev også de tidligere salzburgske områder Zillertal og Iseltal ført ind under Tyrol.

### 1900-tallet
Efter, at England og Frankrig havde lovet Italien både Trentino og Sydtyrol, opsagde Italien 1915 Tripelalliancen med Østrig-Ungarn og Tyskland og erklærede samtidig Østrig-Ungarn krig. Denne "alpekrig", den italienske front under 1. verdenskrig, varede fra 1915 til 1917. Forsvaret var i begyndelsen overladt til Tyrols hjemmefront (Landesschützen/Kaiserschützen) fordi de østrigske tropper var bundne ved østfronten. Alligevel formåede Tyrol at forsvare sine grænser. Ved Saint-Germain-traktaten blev Østrig imidlertid forpligtet til at afstå Sydtyrol og Trentino til Italien fra 1920.
Efter fascisternes magtovertagelse i Italien 1922 begyndte en systematisk diskriminering og italienisering af Sydtyrols ikke-italiensk talende befolkning: Tysk og ladinsk blev forbudt i skolen, personnavne blev oversat til italiensk, der blev opfundet italienske oversættelser af alle stednavne, og italienere blev flyttet til de større byer. Navnet Tyrol og Sydtyrol blev forbudt og erstattet med Alto Adige («øvre Adige»). Oveni blev "del og hersk"-politikken sat i system: 15 tysktalende kommuner blev (frem til 1972) slåede sammen med Trentino til provinsen Trento (Aldein, Altrei, Auer, Branzoll, Kurtatsch, Laurein, Margreid, Montan, Neumarkt, Proveis, Salurn, St. Felix, Tramin, Truden og Unsere Liebe Frau im Walde). Det ladinsktalende område, som havde udgjort en del af bispedømmet Brixen, blev sågar delt i tre: Mens Gherdëina og Val Badia forblev hos provinsen Bolzano, blev Fascia lagt til provinsen Trento og Ampezzo og Fodom til provinsen Belluno. Før italieniseringspolitikken, som varede helt frem til 1960'erne, var 93 % af Sydtyrols befolkning tysktalende og 3 % italiensksproget. I dag snakker 69 % tysk og 26 % italiensk. De resterende 4 % var/er ladinsktalende.
Den østrigske del af Tyrol blev efter Østrigs Anschluss til Tyskland i 1938 delt i to: Nordtyrol og Vorarlberg blev slået sammen til en Reichsgau (distrikt), mens Østtyrol blev slået sammen med Gau Kärnten. Sydtyrolerne fik heller ikke hjælp af de tyske nazister, som tvært imod støttede det italienske krav om, at de tysktalende måtte forlade Sydtyrol, og blev tilbudt landsbyer i de nyerobrede områder øst i Det stortyske rige. Efter Mussolinis fald blev udflytningsaktionen imidlertid lagt på is, og tyskerne oprettede mellem 1943 og 1945 den såkaldte Operationszone Alpenvorland i Norditalien. Denne bestod af Sydtyrol, Trentino og provinsen Belluno, og blev forvaltet af Tyrol-Vorarlbergs Gauleiter.
Efter krigen blev Nord- og Østtyrol genforenet til delstaten Tyrol. De tysk-talendes situation i Sydtyrol blev genstand for forhandlinger mellem Østrig og Italien, og for drøftelser i FN. Italien prøvede at stække de sydtyrolske autonomibestræbelser ved at slå sammen Sydtyrol og Trentino til den italiensk-dominerede region Trentino-Alto Adige og ved fortsat at give statsstøtte til syditalienere, som var villige til at flytte til Sydtyrol. Denne politik blev i 1950- og 1960'erne mødt med til dels væbnede modstandsaktioner fra enkelte sydtyrolske organisationer. De internationale forhandlinger blev ikke påvirket af disse i særlig grad og resulterede i 1972 i en aftale om autonomistatus for Sydtyrol. Først i 1992 havde imidlertid Italien indfriet alle FN's krav således, at Østrig kunne bilægge striden om Sydtyrol-spørgsmålet.
Senere har Tyrol fået en ny svag fælles organisationsform som Europaregion (Euregio Tirol-Südtirol-Trentino)